# 樺太師範学校

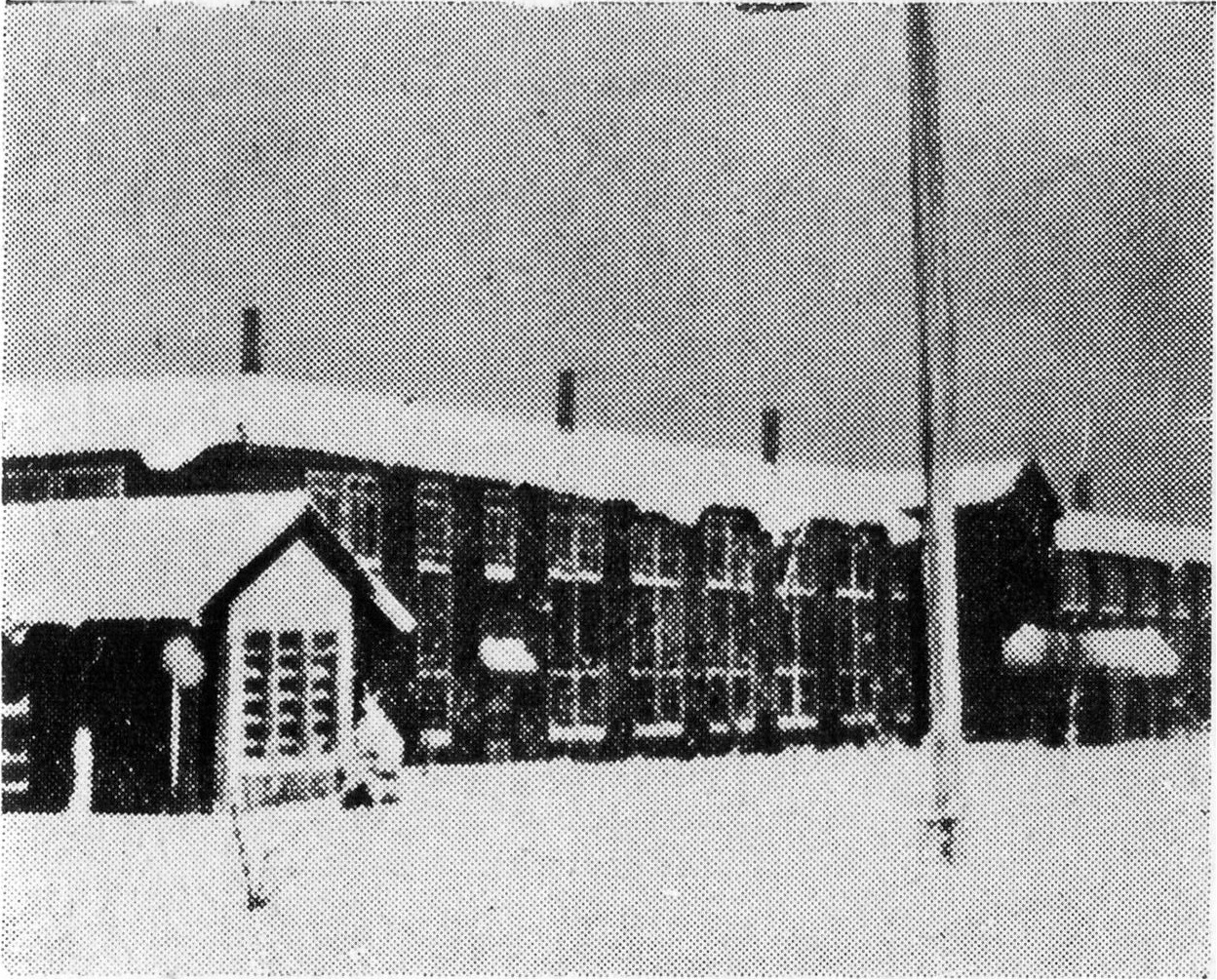
樺太師範学校

樺太師範学校（からふとしはんがっこう）は、かつて樺太豊原市に存在した師範学校である。

## 概要
歴史
1905年（明治38年）に樺太占領が行われ、1906年（明治39年）に小学校3校が設置、1907年（明治40年）に樺太庁が発足。次第に小学校が整備されていく中、樺太内で小学校教員を養成する師範学校の設置が計画されるようになった。しかし財政難を理由に、中学校や高等女学校といった中等教育学校の設置が優先されるなどして、なかなか師範学校の設置実現にはいたらなかった。そこで1918年（大正7年）に樺太庁中学校に小学校教員講習所を設置し、まず男子教員の養成を開始。2年後の1920年（大正9年）に樺太庁豊原高等女学校に補習科（後に小学校教員講習所）を設置し、女子教員の養成を開始した。徐々に小学校教員講習所の整備がなされていき、1939年（昭和14年）にようやく「樺太庁師範学校」の開校がかなった。1945年（昭和20年）4月には樺太庁から文部省に移管されたが、同年8月のソ連軍の侵攻により、学校は教育活動を停止し、消滅した。
所在地
樺太豊原市東6条南6丁目（現・ユジノサハリンスク）
校訓
「至誠一貫」

## 沿革
男子講習所
- 1918年（大正7年）4月 - 樺太庁中学校に小学校教員講習所が併設される。（樺太における男子師範養成の始まり）
  - 入学資格を尋常小学校准教員免許を有する男子か、それと同等の学力を有する17歳以上（徴兵離齢者を除く）で試験に合格した男子とする。
  - 修業年限を1年とする。
- 1922年（大正11年）4月 - 講習所を、内地の師範学校第二部にならって「男子で小学校教員になる者を養成する機関」に改定。
  - 従来の課程を別科とし、その入学資格を修業年限3年の高等小学校卒業者とする。
  - 新たに本科を設置し、小学校本科正教員免許状の授与を目的とする課程とする。
    - 本科の入学資格を中学校卒業者か修業年限5年の実業学校卒業者、専門学校入学者検定合格者、または現職教員とする。
    - 被服費・食費・修学旅行費等の学資の支給が始まる。また短期兵役の特典もあった。その代わり、2年間樺太庁長官の指定する職務に従事する義務が課された。
- 1923年（大正12年）3月 - 別科を廃止。
- 1927年（昭和2年）2月 - 内地師範学校の専攻科に相当する研究科を設置。
  - 本科の卒業者または同等の学力を有する者で、樺太庁管内の小学校で1年以上教育または教育事務に従事している者から生徒を選抜し、より高度な教育を行う。
- 1931年（昭和6年）- 専攻科を休止。
- 1936年（昭和11年）
  - 4月 - 教員の資質向上を目的として小学校教員講習所の修業年限を1年から2年に延長し、本科40名を募集。
  - 7月 - 文部省により、中学校と同等以上の教育機関として認定される。

女子講習所
- 1920年（大正9年）4月 - 樺太庁豊原高等女学校に補習科（修業年限1年）が設置される。（樺太における女子師範養成の始まり）
  - 補習科は家政部と師範部によって構成され、定員は合わせて50名とされた。
- 1937年（昭和12年）5月 - 樺太庁豊原高等女学校の修業年限が5年から4年に短縮され、修業年限1年の家政科と修業年限2年の小学校教員講習所（募集定員40名）を併設。

師範学校
- 1937年（昭和12年） - 師範学校設置が承認され、設立準備費が計上される。
- 1938年（昭和13年）1月 - 樺太庁によって樺太庁師範学校が設置される。開校は翌年の4月となる。
- 1939年（昭和14年）4月1日 - 「樺太庁師範学校」（男子部・女子部）が樺太豊原市に開校。
  - 修業年限を2年、1学年定員を120名とする（男子2学級80名、女子1学級40名）。
  - 校長は奏任で1名、教諭は奏任4名、判任10名、書記1名、雇員1名を配属。
- 1941年（昭和16年） - 青年学校教員養成所が附設される（1944年（昭和19年）に樺太青年師範学校となる）[1][2]。
- 1943年（昭和18年）
  - 4月1日 - 師範教育令の全部改正に伴う樺太庁諸学校官制の改正により、「樺太師範学校」（男子部・女子部）となる。
  - 4月27日 - 附属国民学校に初等科第4学年までの児童が入学し、入学式が挙行される[1]。
- 1945年（昭和20年）
  - 4月1日 - 樺太の内地編入に伴い、樺太医専・樺太青師と共に文部省に移管される[1][3]。
  - 8月11日 - 同日以後、ソ連軍の樺太侵攻・占領により、樺太師範は教育活動を停止し、また新たに発足した南樺太民政局の教育行政も師範教育の実施を認めなかった。ただし、法令上は1949年（昭和24年）の国立学校設置法制定まで、名目的にだが存続した[4]。
  - 8月17・18日 - 緊急疎開命令該当者であった女性教員や女子部生徒が樺太から北海道に移り、19日に北海道第一師範学校に到着、転入手続きがとられる[4][5]。
  - 9月 - 男子部生徒の本科3年生に、臨時繰上げ卒業と教員免許状発行の措置がとられる[4]。
    - 校長以下の学校関係者は1947年（昭和22年）1月以降に正式に引揚げ、北海道第一師範をはじめとする各師範学校に移った[4]。樺太師範から北海道第一師範に転入した生徒は男子30名・女子60名前後[5]。
- 1949年（昭和24年）5月31日 - 国立学校設置法の公布・施行により正式に廃止される[4][6]。

廃止後
- 1989年（平成元年）7月8日 - 創立50周年を記念し、同窓会により北海道稚内市の稚内公園内に記念碑「教学の碑」が建立された。

## 歴代校長
男子講習所
- 樺太庁大泊中学校#歴代校長を参照。

女子講習所
- 樺太庁豊原高等女学校#歴代校長を参照。

師範学校
- 上田光曦（師範学校創立から消滅まで）- （前）樺太庁豊原中学校

## 出身者
- 樺太師範学校の卒業生は主に戦後の北海道の小学校、中学校、高等学校等で教壇に立ち、北海道の教育を担っていたが、現在は全員が定年退職している。